# Attila Fekete
Attila Fekete (* 24. ledna 1974 Halmeu, Rumunsko) je bývalý maďarský sportovní šermíř, který se specializoval na šerm kordem. Maďarsko reprezentoval od roku 1994 s přestávkami 14 let. Na olympijských hrách startoval v roce 2000 v soutěži jednotlivců i družstev. Jeho největším úspěchem v soutěži jednotlivců je třetí místo z mistrovství světa v roce 1998. S maďarským družstvem kordistů získal titul mistra světa v roce 1998 a 2001 a titul mistra Evropy v roce 1998 a 2006.